# Rucka Rucka Ali
Rucka Rucka Ali (Jeruzsálem, Izrael, 1987. január 27. –) amerikai rapper, énekes, humorista. Ismert honlapján, az iTunes Store-on, és YouTube-on megjelentetett szatirikus dalparódiáiról. Az egyik legsikeresebb YouTube-os előadónak minősítették, ahol összesen több, mint 100 millió megtekintése van olyan számokkal, mint a „Ching Chang Chong”, „I'm a Korean” és a „Justin's Beaver”. 6 külön stúdióalbumot adott ki, három közülük szerepelt a Billboard Top Comedy Albums listájában.

## Témái
Nem dalokat írok, hanem olyan igaz történeteket, amelyekre lehet táncolni.
Eleinte a fehér emberek feltételezett felsőbbrendűségét figurázta ki, így születtek az I can do whatever I’m White, és az I’m afraid Downtown című számai. Milliók bélyegezték rasszistának ezek miatt, de, ahogy ő számol be róluk, többségük le se tudta helyesen leírni angolul a „rasszista” szót, többségük „racest”, „raciest”, „rascisst” és „racit” kifejezéssel minősítette őt. Számos videójában felbukkan Detroit városa is.
Készített dalokat ázsiai sztereotípiákról is, így jelent meg a Ching Chang Chong, és az Imma Korean. Előbbi általában az ázsiaiakról, míg utóbbi Kim Dzsongilról szól. Sztereotípiái közé tartozik, hogy egy amerikai számára fejtörést okoz különbséget tenni a kínaiak, a vietnamiak, a japánok és a koreaiak között, továbbá az is, hogy minden ázsiai, aki az Egyesült Államokban lakik, vagy mosodát, vagy kínai éttermet üzemeltet.
Ismét jelentek meg ázsiai szatírái, amikor elhunyt Kim Dzsongil (My Korea’s Over), illetve mikor Kim Dzsongun összebarátkozott Dennis Rodman amerikai kosárlabdajátékossal (The Kim Jong Un Song).
A 2010-es haiti földrengés kapcsán Rucka Rucka Ali egy saját dalt dedikált a katasztrófának (Don’t be a Playa, Haiti), amiben sok polgárpukkasztó sor között együttérzését fejezi ki, és adakozásra biztatja polgártársait. A zeneszámhoz tartozó videóklipje végén arra kéri a nézőket, hogy küldjék a Haiti szót egy megadott telefonszámra, így 10 dollárral tudnak adakozni az ország károsultjainak.
Később a feketékről, a mexikóiakról és a muszlimokról, és a kisebbségekről általában is készített paródiákat, de sok helyen megjelennek a szatirikus mondatok mellett hasonló töltetű zeneszámainak igazi mondanivalója, a tolerancia. Ilyen például az I love Minorities című számában:
Leszólni valaki kultúráját, és gúnyt űzni belőle, csak mert mások, és csinálni egy dalt arról, amiben az országukat lehülyézed, és összekevered az abszurd dolgokat a tényekkel? Ne tedd!
 Ilyen található az I can’t change címűben is, amit egyébként a meggyilkolt fekete fiú, Trayvon Martin emlékére írt, és elítéli George Zimmermant, akinek szerinte bocsánatot kellene kérnie azért, amit tett.
Hadd sétáljanak haza a fekete gyerekek nasival a boltból, mert akármelyik rasszba is tartozol, mind a majmokból lettünk.
Számaiban külön témakörré nőtte ki magát Barack Obama és Oszáma bin Láden személye, róluk is számos zeneszámot írt (I’m Obama, Osama bin found, stb.)
2013 nyarán megjelent Obama been Watchin’ (Obama kukkolt) című száma, amiben az Edward Snowden-ügyet figurázza ki. Egy évvel később pedig az Ebola-járvány kapcsán is jelent meg egy száma, Ebola La La címmel.
2016 októberében megjelent Life is Over (Az élet véget ér) című száma, amelyben az öngyilkosságon gondolkozókat szólítja meg, és igyekszik lebeszélni őket szándékukról.

## Diszkográfia
Albumok
- Straight Outta West B (2008)
- I'm Black, You're White & These Are Clearly Parodies (2010)
- A Very Rucka Christmas (2010)
- Probably Racist (2011)
- A Very Rucka Christmas: The 2nd Cumming (2011)
- Rucka's World (2012)
- Black Man of Steal (2015)[9]

Kiadott album nélküli számok (Discogs & iTunes)
- I Can Do Whatever I'm White (2009)
- Don't Be A Playa, Haiti (2010)
- Take your Pants Off (2010)
- I'm Afraid (Of Black Ppl) (2010)
- We're All Asian (2010)
- Go Cops (2010)
- Let's Go Jesus! (2010)
- I Don't Like Old People (2010)
- Do The Pussyfart (feat. DJ Pussyfarts) (2010)
- Imma Korean (feat. DJ Not Nice) (2010)
- Jews & Fags (2011)
- Fat Violent Dykes (2011)
- Osama Bin Found (feat. Osama Bin Laden & Barack Obama) (2011)
- Rebecca's Black (High Day) (2011)
- Justin's Beaver The Movie (2011)
- Wutchu Jewin? (feat. Toby Queef & Seymour Schwartz) (2011)
- Eff Australia (2011)
- Yo Perry! (2012)
- My Name's Obama (2012)